# Marleyella bicolorata
Marleyella bicolorata är en fiskart som först beskrevs av Von Bonde 1922.  Marleyella bicolorata ingår i släktet Marleyella och familjen flundrefiskar. Inga underarter finns listade i Catalogue of Life.